# Mùa hè
Mùa hè hay mùa hạ (âm Nôm cho chữ Hạ, Tiếng Anh: summer) là một trong bốn mùa thường được công nhận ở các vùng ôn đới và cận cực. Mùa hạ là mùa nóng nhất trong năm và thời điểm nó diễn ra rơi vào khoảng sau mùa xuân và trước mùa thu, thường bắt đầu từ tháng sáu đến tháng tám ở Bắc Bán Cầu và từ tháng mười hai đến tháng hai ở Nam Bán Cầu (Tức là khi ở Bắc Bán Cầu đang là mùa hè thì ở Nam Bán Cầu sẽ là mùa đông và ngược lại) Vào ngày hạ chí, ngày là dài nhất còn đêm thì ngắn nhất, và kể từ sau ngày hạ chí trở đi quãng thời gian ban ngày bắt đầu giảm dần. Điểm khởi đầu của mùa hè là khác nhau phụ thuộc vào khí hậu, truyền thống và văn hóa của từng quốc gia trên thế giới.

## Từ nguyên
Hạ có nguồn gốc từ chữ Hán: 夏.

## Trên Trái Đất

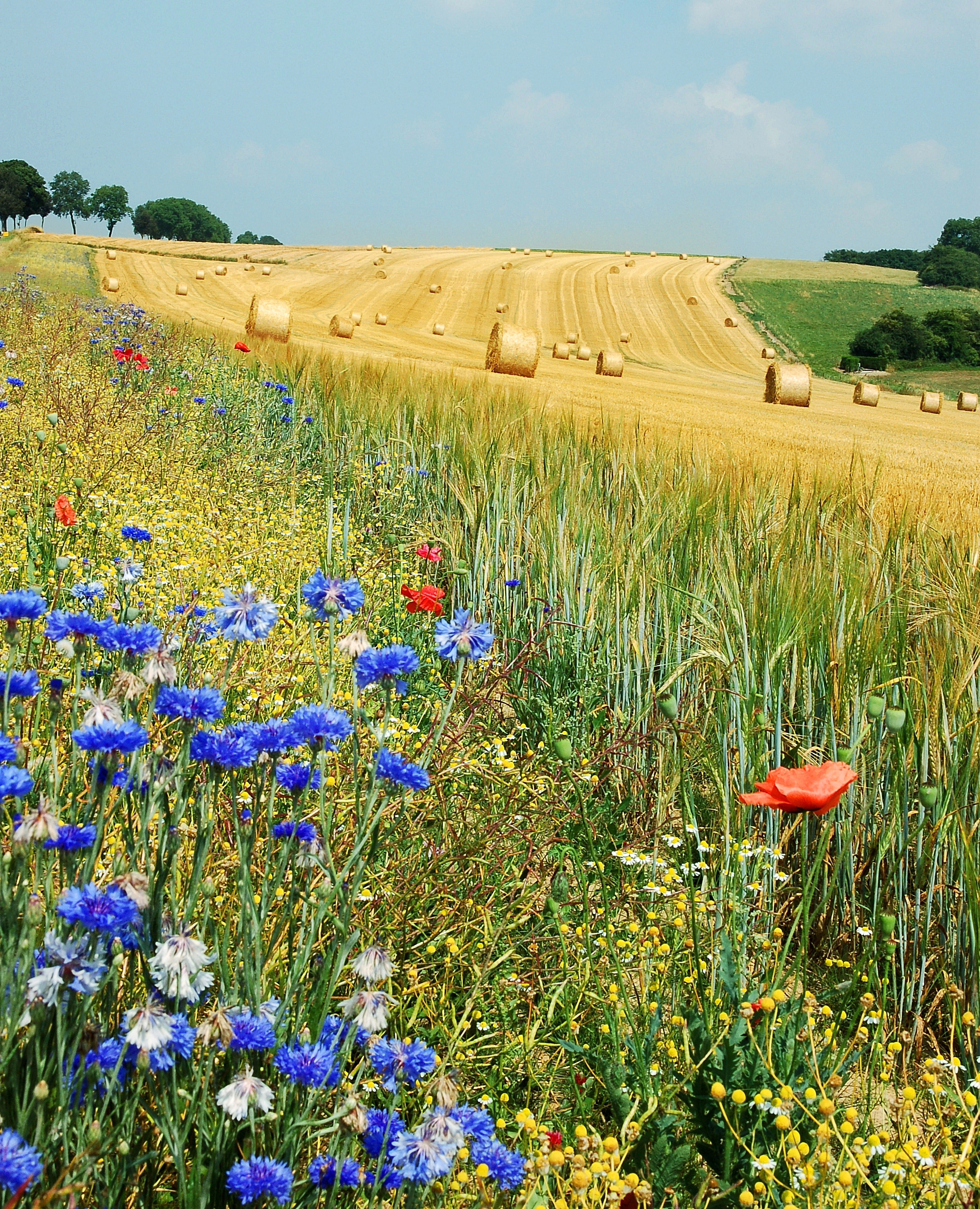
Cánh đồng mùa hạ sau lúc thu hoạch tại Hamois, Bỉ với những đụn rơm và hoa thanh cúc, hoa anh túc đỏ.

Trên Trái Đất, mùa này được định nghĩa theo tập quán trong khí tượng học như là toàn bộ các tháng Sáu, Bảy và Tám ở Bắc bán cầu và toàn bộ các tháng Mười Hai, Một và Hai ở Nam bán cầu. Tại một số nước phương Tây, ngày đầu tiên của mùa hạ (ở Bắc bán cầu) rơi vào hoặc là xấp xỉ ngày 21 tháng 6 (hạ chí) hoặc vào ngày 1 tháng 6 (ngày thứ nhất là theo ý nghĩa thiên văn học, ngày thứ hai là theo ý nghĩa khí tượng học). Theo lịch Trung Quốc cổ đại, mùa hạ bắt đầu vào khoảng ngày 6 tháng 5, với tiết khí có tên gọi là 立夏 (lập hạ), tức "ngày bắt đầu mùa hè" và chấm dứt khi kết thúc tiết đại thử vào ngày 6 hoặc 7 tháng 8 dương lịch.
Mùa hạ nói chung được nhìn nhận như là mùa với những ngày có thời gian ban ngày dài nhất và nóng nhất trong năm, trong đó ánh sáng ban ngày là chủ yếu, mặc dù ở các mức độ khác nhau theo vĩ độ. Ở các vĩ độ cao, thời gian chạng vạng chỉ kéo dài trong vài giờ, càng lên các vĩ độ cao hơn thì thời gian chạng vạng càng ngắn lại (nếu tính cùng một thời điểm nhất định trong mùa hạ). Đôi khi trong những ngày cận kề với ngày hạ chí thì nó có thể tạo ra những đêm trắng nổi tiếng như ở St. Petersburg và Scandinavia.
Đôi khi người ta cũng gọi nó là mùa của "Mặt Trời giữa đêm" ở Bắc cực cũng như ở Iceland.

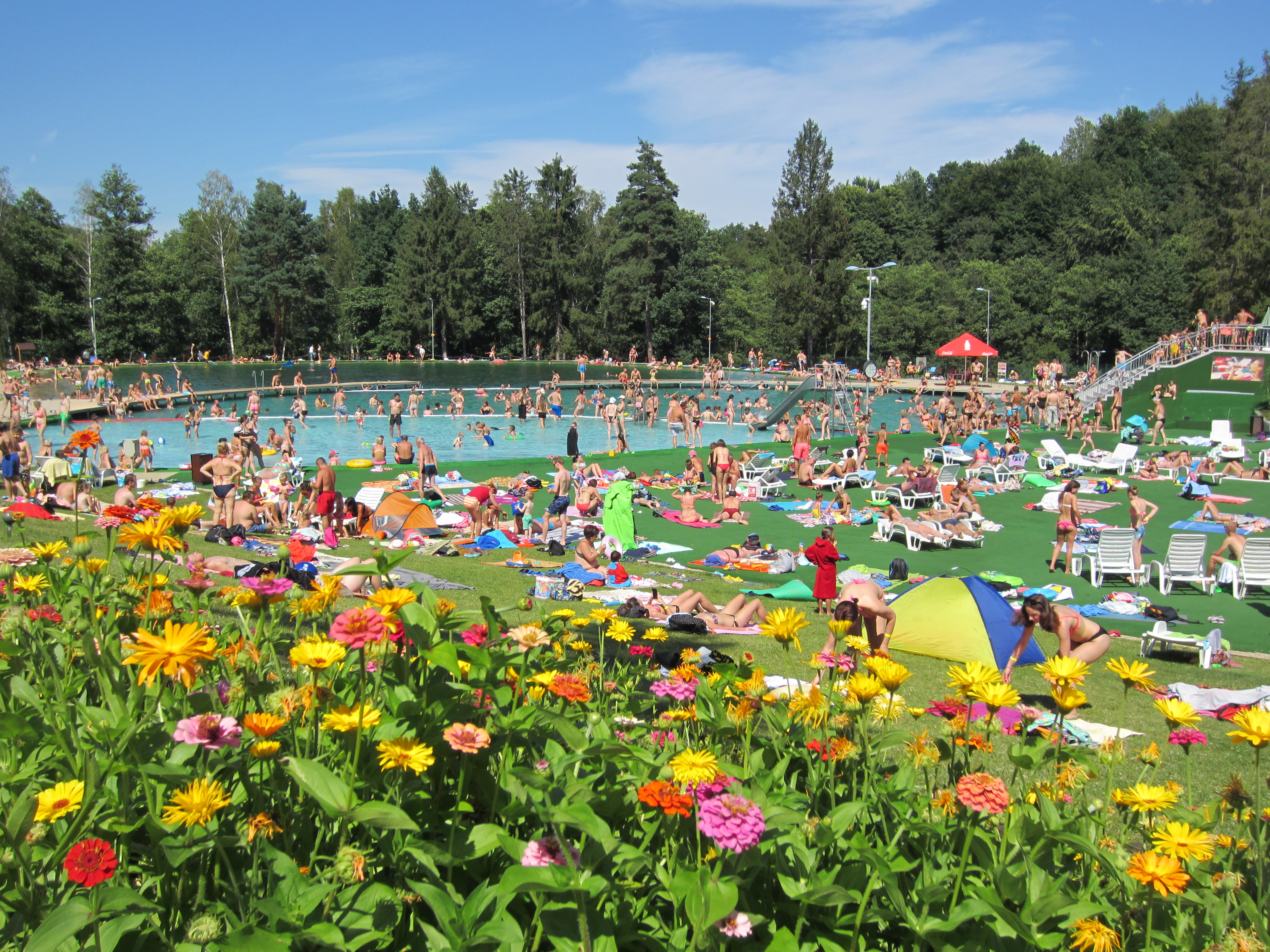
Mùa hạ thường là mùa du lịch, bơi lội, nghỉ hè của nhiều người và cũng là mùa hoa quả, cây cỏ phát triển đầy đủ nhất

Đối với nhiều người ở phương Tây, các mùa được coi là bắt đầu và kết thúc ở các điểm chí và các điểm phân theo ý nghĩa "thiên văn học". Tuy nhiên, do hiện tượng trễ mùa, thời điểm bắt đầu của mùa "khí tượng học" đến sớm hơn, vào khoảng 3 tuần so với thời điểm bắt đầu của mùa "thiên văn". Sự chênh lệch về thời gian này giữ cho định nghĩa "khí tượng học" phân chia mùa đối xứng xung quanh khoảng thời gian ấm nhất/lạnh nhất của năm hơn so với mùa "thiên văn". Ngày nay, định nghĩa "khí tượng học" là phổ biến nhất, nhưng trong quá khứ thì định nghĩa "thiên văn" là phổ biến hơn và ngày nay thì một số người vẫn thích sử dụng nó. Ngoài ra, các điểm phân và các điểm chí còn được coi là điểm phân chia giữa mùa, chứ không phải là điểm bắt đầu, chẳng hạn trong thiên văn học của người Trung Quốc và các nước xung quanh chịu ảnh hưởng thì mùa hạ bắt đầu vào khoảng ngày 6 tháng 5, với tiết khí có tên gọi là 立夏 (lập hạ), tức "ngày bắt đầu mùa hè".
Trong phần lớn các quốc gia, trẻ em được nghỉ hè trong khoảng thời gian này của năm, mặc dù ngày có thể khác nhau. Một số bắt đầu vào đầu tháng Sáu, mặc dù tại Anh thì trẻ em trong độ tuổi 5-16 chỉ được nghỉ hè vào giữa tháng Bảy.
Mùa hè cũng là mùa mà nhiều loại hoa quả, rau cỏ và các loại thực vật khác có sự phát triển đầy đủ nhất.

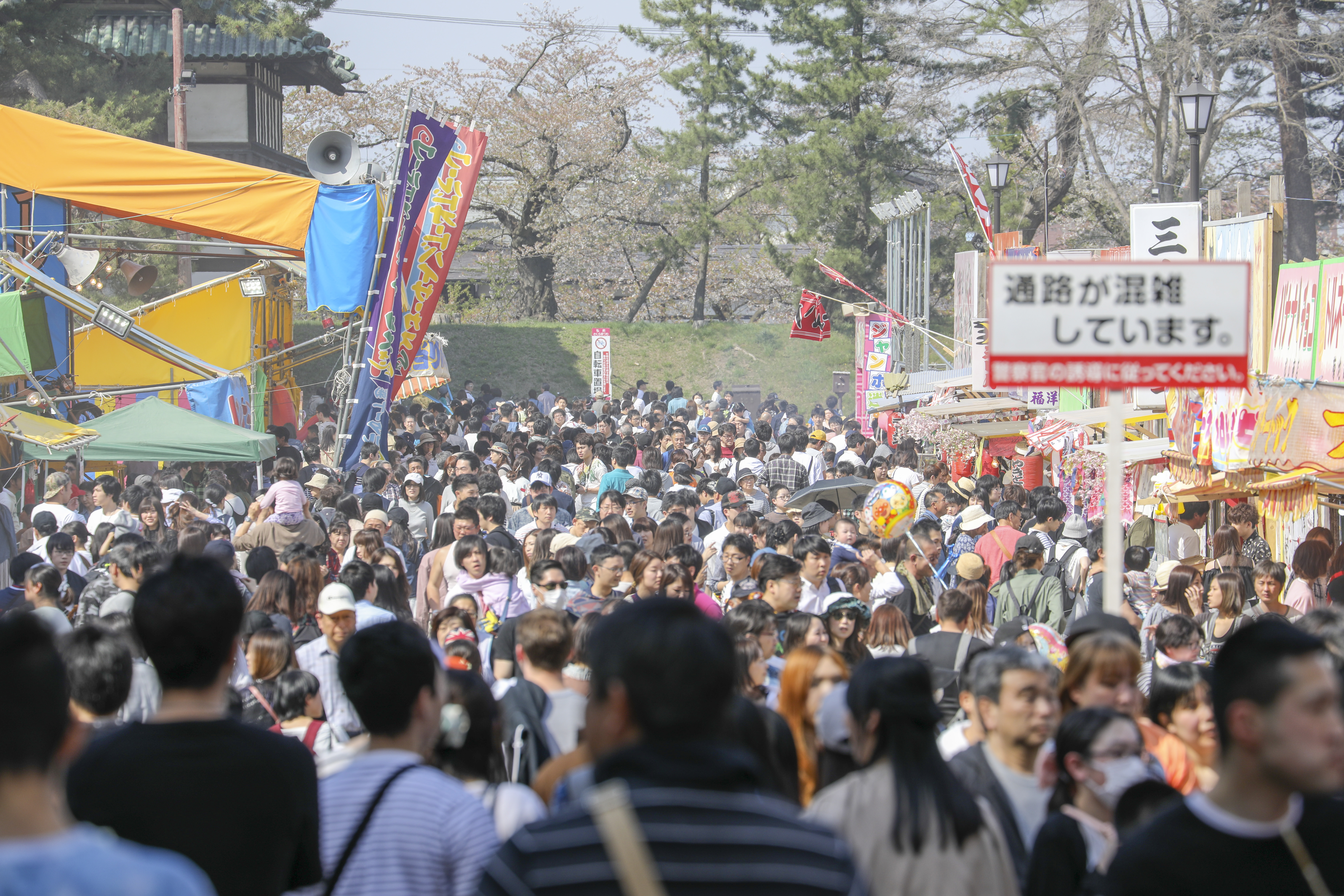
lễ hội mùa hè tại Nhật Bản

### Mùa hè ở một số nước
Mùa hè ở Việt Nam là mùa mà học sinh được nghỉ học. Tại các trường tiểu học, trung học cơ sở và trung hoc phổ thông, học sinh được nghỉ học từ cuối tháng 5 và đi học trở lại vào đầu tháng 9. Các trường cấp lớn hơn thì học sinh được nghỉ học muộn hơn và bắt đầu năm học cũng sớm hơn. Đối với lứa tuổi học sinh thì nó thường được gắn liền với hình ảnh của cây phượng vĩ và con ve cũng như là mùa của sự chia tay của các học sinh cuối mỗi cấp học. Trong nông nghiệp, mùa này cũng là mùa thu hoạch vụ chiêm xuân. Đối với những người thích du lịch thì đây là mùa phù hợp nhất để đi tắm biển hay nghỉ mát ở những vùng núi cao để tránh cái nóng oi bức.
Trong công nghiệp điện ảnh của Hoa Kỳ, mùa hạ còn có tên riêng là "mùa của bom tấn". Nó là thời gian của các cạnh tranh và đem lại lợi nhuận nhiều nhất trong năm, trong đó một lượng lớn các bộ phim có đầu tư lớn (thông thường là phim hành động hay phim khoa học viễn tưởng) được khởi chiếu. Do điều này, mùa hạ thông thường được các nhà phê bình cũng như khán giả coi như là mùa của một số các phim thành công nhất cũng như là của một số phim thất bại nhất. "Mùa phim hè" kéo dài từ tuần đầu tiên của tháng Năm cho tới đầu tháng Chín, tới ngày nghỉ cuối tuần của Ngày Lao động tại Bắc Mỹ (1 tháng 9 thay vì 1 tháng 5 như toàn thế giới).

## Trên các hành tinh

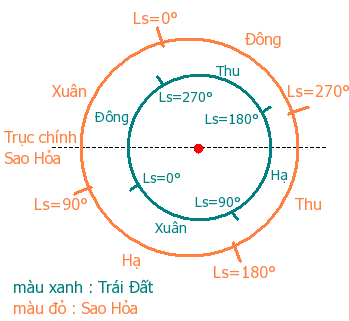
Mùa hạ tương ứng với khoảng 1/4 quỹ đạo của các hành tinh nằm giữa L_{s} = 90° và 180°.

Các hành tinh có trục tự quay không vuông góc với mặt phẳng quỹ đạo đều có hiện tượng mùa, bao gồm mùa hạ. Mùa hạ ở bắc bán cầu là khoảng thời gian bắt đầu khi hành tinh nằm ở điểm hạ chí (Ls = 90°) trên quỹ đạo, và kết thúc khi nó nằm ở điểm thu phân (Ls = 180°). Mùa hạ ở bắc bán cầu trùng với mùa đông ở nam bán cầu, và mùa hạ ở nam bán cầu trùng với mùa đông ở bắc bán cầu.

## Quy ước giờ mùa hè
Quy ước giờ mùa hè hay là giờ tiết kiệm ánh sáng ban ngày (DST) là quy ước chỉnh đồng hồ tăng thêm một khoảng thời gian (thường là 1 giờ) so với giờ tiêu chuẩn, tại một số địa phương của một số quốc gia, trong một giai đoạn (thường là vào mùa hè) trong năm.
Quy ước này thường được thực hiện tại các nước ôn đới hay gần cực, nơi mà vào mùa hè, ban ngày bắt đầu sớm hơn so với mùa đông vài tiếng đồng hồ.

## Hạ và hè trong tiếng Việt
Trong tiếng Việt hai từ "mùa hè" và "mùa hạ" (thường dùng hơn trong miền nam) được sử dụng như nhau để chỉ mùa này, nhưng ngày nay từ mùa hè có lẽ được sử dụng phổ biến hơn. Tuy nhiên, các từ "hạ" và "hè" khi nói về các vấn đề liên quan đến mùa này không phải là luôn luôn tương đương với nhau. Ví dụ người ta nói hạ chí/hạ chí tuyến mà không nói "hè chí"/"hè chí tuyến", nói lập hạ mà không nói "lập hè" hay nói nghỉ hè mà không nói "nghỉ hạ".